# Livio Tragtenberg
Livio Romano Tragtenberg (São Paulo, 1961), mais conhecido como Livio Tragtenberg, é um compositor, saxofonista e produtor musical brasileiro.

## Biografia
Lívio nasceu em 1961, na cidade de São Paulo, São Paulo, no Brasil. Ele é filho de Maurício Tragtenberg, que foi um sociólogo e educador, e de Beatriz Tragtenberg, que é uma atriz. Lívio, nos seus 13 anos de idade, começou a tocar bateria e a aprender sobre teoria musical, que mais tarde, deixou de cursar seu ensino médio para fazer composições de trilhas sonoras para curta-metragens. Lívio criou a Orquestra de Músicos das Ruas de São Paulo em 2004, e no ano de 2005 criou a Nervous City Orchestra em Miami, Estados Unidos. Ele criou a Berlin Strassenmusiker Orchester, em 2008 no Hebbel Theater, Berlim, Alemanha.
Ele compôs a trilha sonora para mais de 30 longas metragens de diretores como Roberto Moreira, Julio Bressane, Djalma Limongi, Joel Pizzini, Lucia Murat, entre outros. Recentemente para o filme Hoje, de Tata Amaral, e também Um Céu de Estrelas e Através da Janela.
- 2019 - CONSTRUTORES DE SONS - CD SELO SESC
- 2018 - Skylab & Tragtenberg, Vol. 3 com Rogério Skylab
- 2016 - Skylab & Tragtenberg, Vol. 2 com Rogério Skylab
- 2016 - Skylab e Tragtenberg, Vol. 1 com Rogério Skylab
- 2016 - SOUND BRIDGES EXPEIREIENCE, Mousontourm, Frankfurt Germany.
- 2015 - O OFICIO DO COMPOSITOR HOJE (ORG.) Coleção Signos/Música,Editora Perspectiva.
- 2014 - Reincorporação dos Homens de Cor, Campinas, SP.
- 2013 - Prelúdicos 1-12, CD para piano solo.
- 2010 - O Gabinete do Dr. Estranho, instalação na Bienal de São Paulo.
- 2009 - Orquestra de Musicos das Ruas do Rio de Janeiro
- 2008 - BLIND SOUND ORCHESTRA músicos cegos tocam filmes mudos
- 2008 - Voz, Verso e Avesso CD com Lucila Tragtenberg sobre poemas e traduções de Haroldo de Campos.
- 2008 - Strassenmusikerberlinerorchester - com músicos das ruas de Berlim, Alemanha
- 2007 - Luartrovado" a partir de Pierrot Lunaire de Schoenberg
- 2007 - Balada do Deus Morto a partir de Flávio de Carvalho
- 2006 - Melodia Cucaracha um musical clandestino
- 2005 - Nervous City Orchestra com músicos imigrantes em Miami, EUA.
- 2005 - Start collaboration in dance-theatre productions in Germany, in Berlin, Hamburg, Stuttgart, Koln, Essen, Dresden, among others cities.
- 2005 - Personas Sonoras com músicos de rua virtuais
- 2005 - ReinCorporação Musical com a Corporação Musical Operária da Lapa no Festival 4Hype no SESC Pompéia, São Paulo.
- 2004 - Neuropolis com a Orquestra de Músicos das Ruas de São Paulo, CD lançado em 2007 pelo Selo SESC.
- 1999 - Parque Industrial teatro musical com vídeo a partir do romance Parque Industrial de Patrícia Galvão (Mara Lobo) - Pagú.
- 1998 - Pasolini Suite e Hansel und Gretel Suite, CD, Hamburg, Alemanha.
- 1995 - OTHELLO - Das ist Die Nacht CD com Sei Miguel e Silvia Ocougne, Stuttgert, Alemanha.
- 1991 - Tatuturema (ópera) (bolsa da John Simon Guggenheim Foundation)
- 1998 - Música de Cena - Coleção Signos/Música -Editora Perspectiva
- 1997 - Alles Bewegung para piano e orquestra. Estreado pela Orquestra Sinfônica Municipal de Campinas.
- 1994 - ANJOS NEGROS - CD com música de teatro 1984-1994)
- 1994 - Contraponto, Uma arte de Compor, Editora da Universidade de São Paulo - EDUSP.
- 1990 - Artigos Musicais - Coleção Debates, Editora Perspectiva.
- 1990 - Teleros para Orquestra e performer sobre texto de Décio Pignatari
- 1989 - A Cena da Origem sobre textos e traduções de Haroldo de Campos.
- 1987 - Inferno de Wall Street (ópera) (Prêmio Vitae)
- 1986 - Bailado do Deus Morto baseado em Flåvio de Carvalho. Oficinas Culturais Tres Rios.
- 1985 - Five Saints? - video-instalação na Bienal Internacional de São Paulo, com R. Bulcão.
- 1986 - Máscaras para Pound - cantata cênica sobre textos de Ezra Pound para orquestra de câmara e solistas.
- 1984 - O. DE A. DO BRASIL para comemoração dos 30 anos de falecimento do poeta Oswald de Andrade. Encomendado pela Prefeitura de São Paulo para o Teatro Municipal de São Paulo. Para orquestra, coro e meios eletrônicos. Estreado em dezembro de 1984.
- 1982 - Ritual para Sousândrade com a participação de Baldur Liesenberg e Cristiano Mota. Criações sonoras a partir de textos do poeta maranhense Joaquim de Sousândrade.
- 1980 - Ritual, LP, Rio de Janeiro, RJ.
- 1979 - Mostra de Musica Contemporânea, Teatro Anchieta, SESC, São Paulo.